# De Grolsch Veste
De Grolsch Veste is het stadion van FC Twente te Enschede. Het stadion werd in 1998 geopend ter vervanging van Stadion Het Diekman en had tot de verbouwing in 2008 de naam Arke Stadion. Na de eerste uitbreiding in 2008 steeg de capaciteit van het stadion van 13.250 naar 24.200 zitplaatsen. Na een tweede uitbreiding in 2011 steeg de capaciteit naar 30.000 zitplaatsen en is daarmee qua capaciteit het op drie na grootste voetbalstadion in Nederland. De laatste uitbreiding is op 29 oktober 2011 officieel in gebruik genomen.

## Historie
In 1997 werd de eerste paal van het destijds geheten Arke Stadion in de grond geslagen. Op 10 mei 1998 werd de eerste wedstrijd in het nieuwe stadion gespeeld. Dit was een competitiewedstrijd in de Eredivisie van FC Twente tegen PSV. FC Twente won deze wedstrijd met 3–0. De eerste goal in het nieuwe stadion werd gescoord door Chris De Witte.
Op woensdag 29 augustus 2007 werd in het stadion de allereerste eredivisiewedstrijd voor vrouwen gespeeld, tussen FC Twente en sc Heerenveen. Deze wedstrijd werd voorafgegaan door de openingsceremonie voor de Eredivisie voor vrouwen.
In 2017 was De Grolsch Veste onder naam FC Twente-stadion een van de stadions voor het EK voor vrouwen. Zowel de halve finale Nederland - Engeland (3–0) op 3 augustus als de finale Nederland - Denemarken op 6 augustus werden in Enschede gespeeld. De finale was met 28.182 toeschouwers de drukstbezochte vrouwenvoetbalwedstrijd in Nederland ooit.
Op 22 augustus 2019 speelde AZ in dit stadion de play-off-wedstrijd van de UEFA Europa League tegen Royal Antwerp FC. AZ kon niet in het eigen AFAS Stadion spelen omdat daar op 10 augustus 2019 een deel van het dak instortte. Het stadion verving hiermee het Cars Jeans Stadion in Den Haag waar AZ om dezelfde reden z'n overige thuiswedstrijden speelde. Royal Antwerp FC was niet welkom in Den Haag omdat het de rivaal was van Club Brugge, dat een zusterclub was van ADO Den Haag. Hierdoor werd gevreesd voor supportersrellen.
In juni 2023 werd de halve finale tussen Spanje en Italië (2-1) van de UEFA Nations League hier gespeeld, alsook de troostfinale tussen thuisland Nederland en Italë.

## Uitbreidingen

### 2007–2008: L-vorm en nieuwe hoofdtribune
Na de opening in 1998 kende het Arke Stadion een capaciteit van 13.500 toeschouwers, later werd deze teruggebracht naar 13.250.
In april 2007 startte een verbouwing waarbij over één lange zijde en één korte zijde een tweede ring werd aangebracht. De capaciteit nam hierbij toe tot 24.200 zitplaatsen, waarvan 14.150 op de eerste ring en 9.850 op de tweede. De hoofdtribune werd verplaatst naar de andere kant van het stadion. Het verbouwde stadion werd in september 2008 in gebruik genomen en kreeg een nieuwe naam; De Grolsch Veste.
De eerste wedstrijd in het uitgebreide stadion (tegen N.E.C., uitslag 1–1) werd gespeeld op 13 september 2008 en werd bezocht door 23.550 supporters. Op 5 september 2009 volgde een nieuwe primeur, toen in het gerenoveerde stadion een A-interland gespeeld werd tegen Japan. Het was de eerste keer dat het Nederlands elftal Enschede aandeed voor een interland.
Op 20 januari 2009 werd het verbouwde stadion officieel geopend. Hierbij werd in de hal een beeld onthuld van voormalig aanvoerder Epi Drost. Tevens werd de hoofdtribune hernoemd in Cor Hilbrink Tribune; naar Cor Hilbrink, de eerste voorzitter van FC Twente.

### 2011: U-vorm en verplaatsing uitvak
In 2011 werd begonnen met een verdere uitbreiding van het stadion. Voorzitter Joop Munsterman gaf in januari 2009 aan snel de tweede ring te willen laten uitbouwen naar een U-vorm, waarbij ook de tweede korte zijde verhoogd moest worden. Twente was hierbij afhankelijk van het verlenen van diverse vergunningen.
Begin 2011 werd daadwerkelijk met de bouw gestart, die moest leiden tot een capaciteit van 30.000 aan het begin van seizoen 2011/12. Op de nieuwe tribune komt een 'Cook and play' ruimte en krijgt het project 'Scoren in de wijk' ook een eigen plaats. Het uitvak verhuist naar de tweede ring en zal een grotere capaciteit kennen. Deze capaciteit kan door Twente door een nieuw systeem gemakkelijk aangepast worden in het geval de uitploeg niet alle kaarten afneemt. Voor de uitbreiding wordt door de gemeente Enschede de infrastructuur aangepast in de nabije omgeving van het stadion.

#### Ongeluk
Op donderdag 7 juli 2011 stortte tijdens werkzaamheden een deel van het dak van de nieuwbouw in. Hierbij vielen twee doden en 14 gewonden. De instorting vond plaats aan de korte kant van het stadion, waar onder andere gebouwd werd aan de dakconstructie. Het gedeelte waar de tweede ring al afgebouwd was is niet ingestort. Oorzaak van het instorten was het niet onderkennen van de risico's door het ontbreken van essentiële onderdelen van de dakconstructie. Op 7 juli 2012 werd er op de plaats waar het ongeluk gebeurde een monument met de titel Ineens was het stil onthuld.

## Faciliteiten
Het stadion beschikt over stoelverwarming op de hoofdtribune en over veldverwarming. De twee videoschermen in het stadion hebben elk een oppervlakte van 50 vierkante meter.
Er is een promenade in de tweede ring, die te bereiken is door zes trappenhuizen, waarvan één trappenhuis voor supporters van de uitspelende partij. Daar staan twaalf counters van tien meter, waar de catering door FC Twente zelf wordt geregeld.
Vlak voor het stadion ligt het treinstation Enschede Kennispark.

## Naamgeving
Het woord 'veste' is een ouderwetse naam voor vestingstad, een moeilijk in te nemen plek. Dit refereert aan de bakermat van Grolsch, Groenlo, een vestingstad die in de Tachtigjarige Oorlog meerdere malen is belegerd en waaraan de sponsor Grolsch zijn naam dankt. Tijdens WEURO 2017 werd de naam Grolsch tijdelijk verwijderd, waardoor slechts ‘De Veste’ zichtbaar was boven de hoofdingang. Tijdens dit toernooi heette het stadion 'FC Twente Stadion’.

## Interlands
| №  |  | Datum            | Wedstrijd              | Uitslag | Competitie                                       | Toeschouwers |
| -- |  | ---------------- | ---------------------- | ------- | ------------------------------------------------ | ------------ |
| 1. |  | 5 september 2009 | Nederland – Japan      | 3 – 0   | Vriendschappelijk (mannen)                       | 23.750       |
| 2. |  | 3 augustus 2017  | Nederland – Engeland   | 3 – 0   | Halve finale EK (vrouwen)                        | 27.093       |
| 3. |  | 6 augustus 2017  | Nederland – Denemarken | 4 – 2   | Finale EK (vrouwen)                              | 28.182       |
| 4. |  | 6 juni 2021      | Nederland – Georgië    | 3 – 0   | Vriendschappelijk (mannen)                       | 7.500        |
| 5. |  | 15 juni 2021     | Nederland – Noorwegen  | 7 – 0   | Vriendschappelijk (vrouwen)                      | 3.000        |
| 6. |  | 14 juni 2023     | Spanje – Italië        | 2 – 1   | Nations League Finals halve finale (mannen)      | 24.558       |
| 7. |  | 18 juni 2023     | Nederland – Italië     | 2 – 3   | Nations League Finals duel om 3e plaats (mannen) | 21.292       |

## Fotogalerij

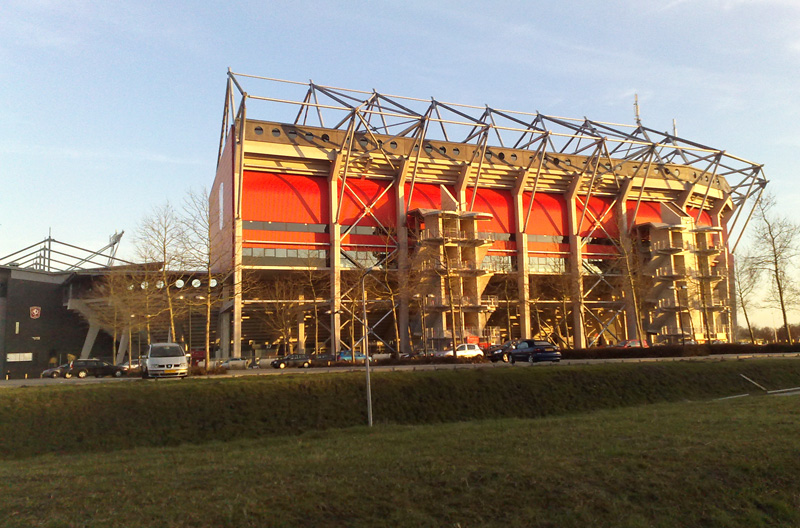
Het stadion gezien vanaf Kinepolis.
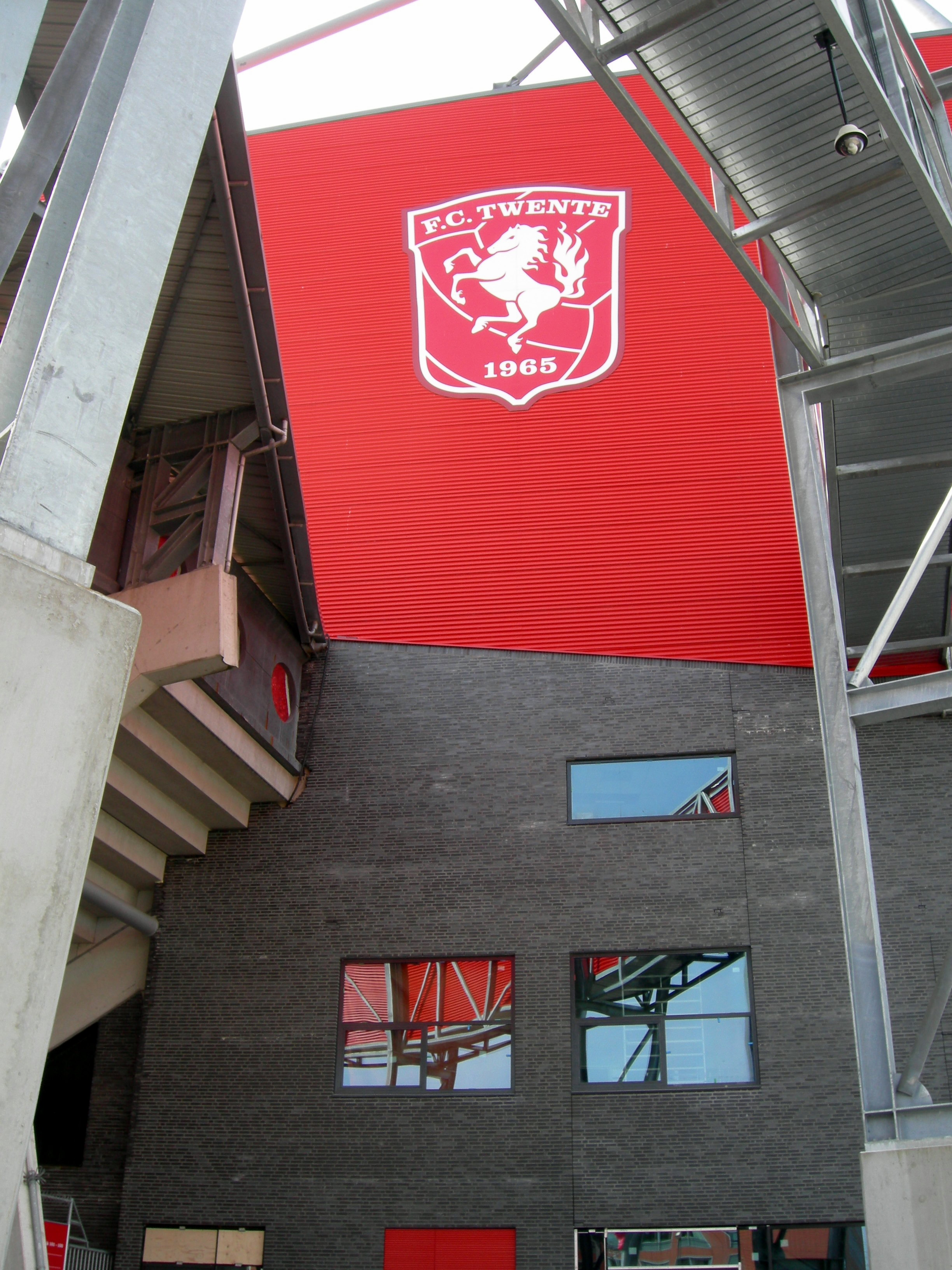
De zijkant van het stadion.
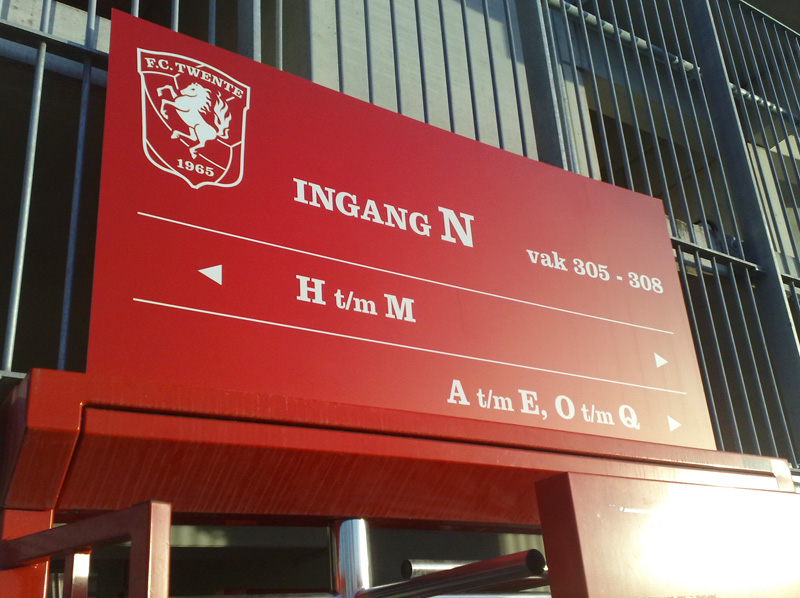
Een ingangbord van het stadion.
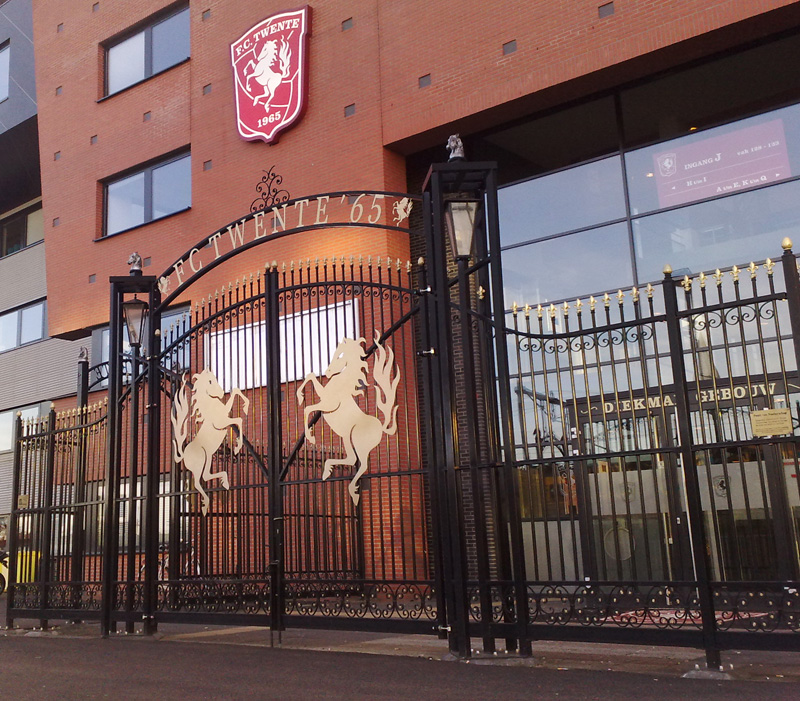
Noaberpoort bij de oude hoofdingang.
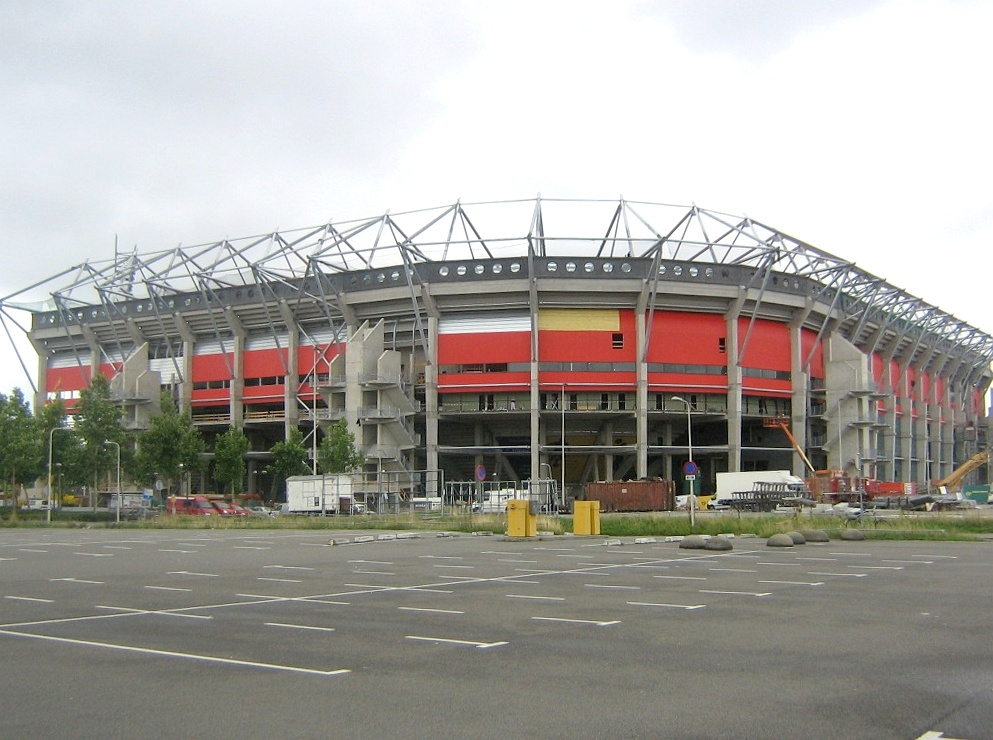
Het stadion tijdens de eerste uitbreiding.
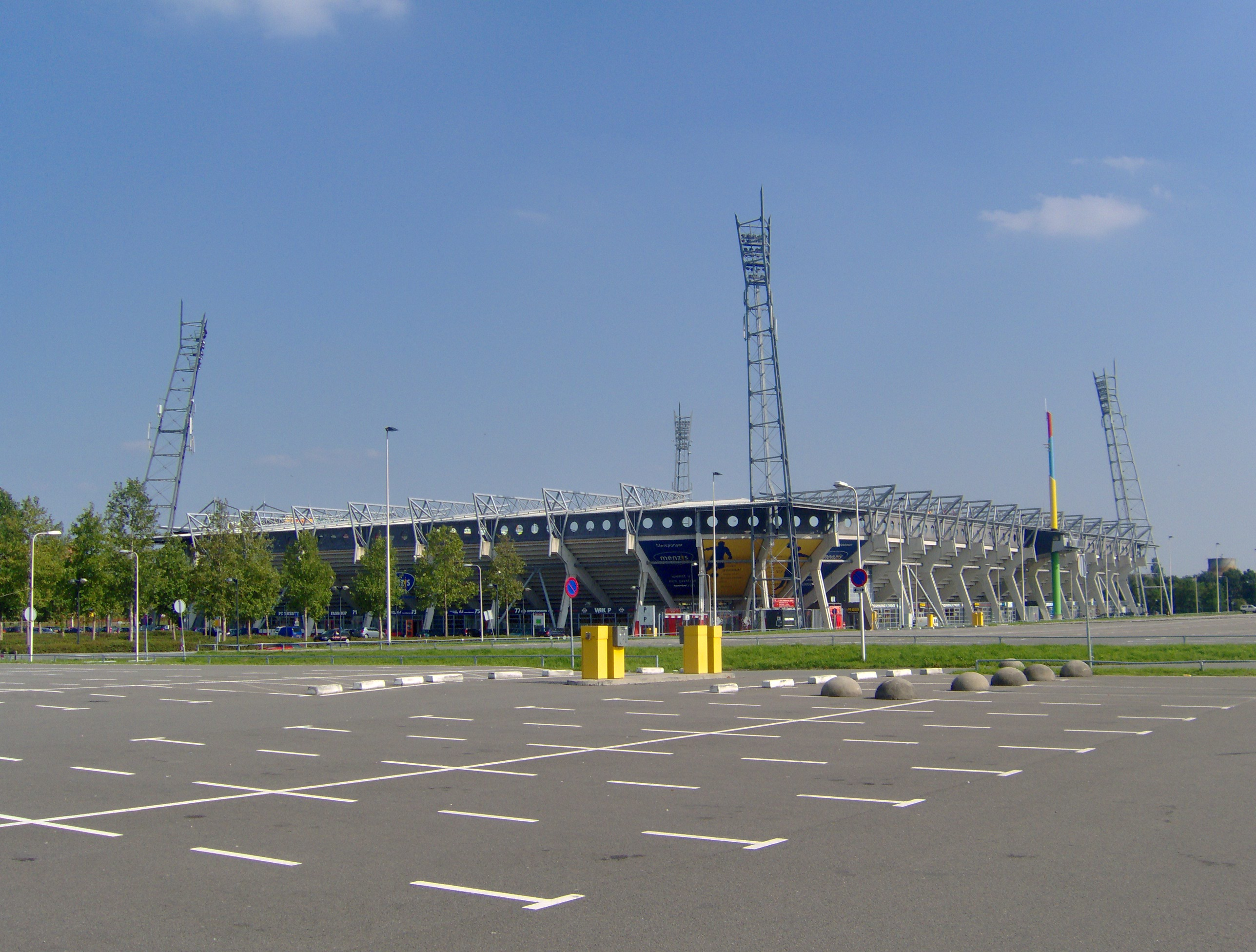
Het stadion voor de uitbreiding.
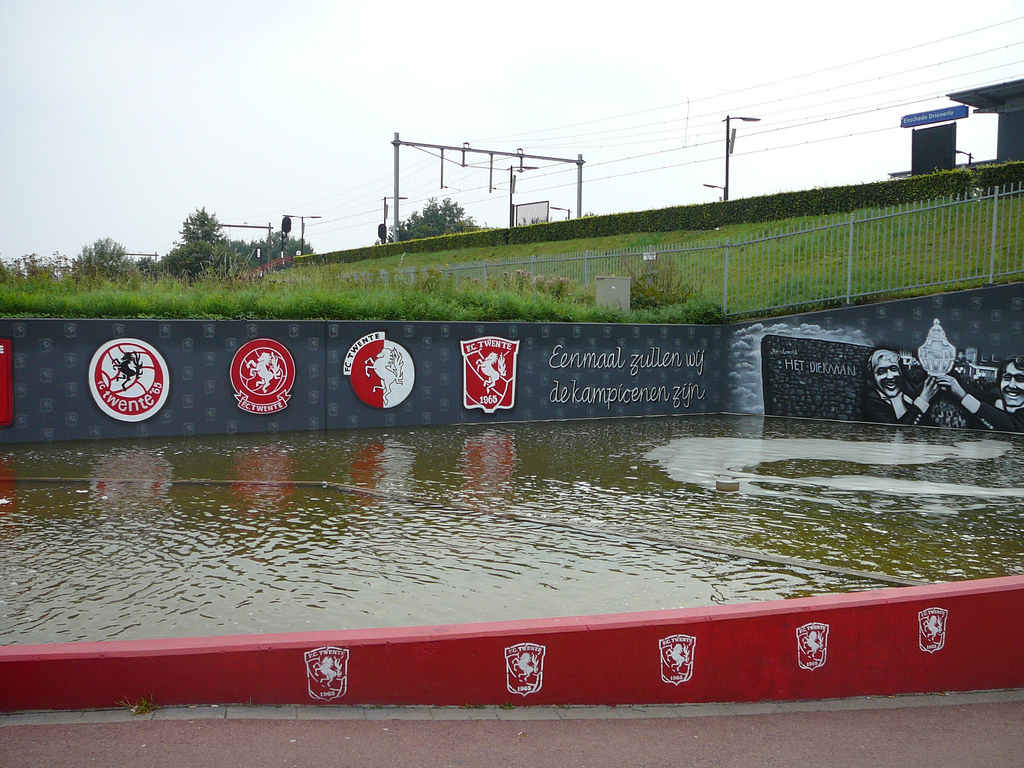
Ook aan de andere kant van de spoorlijn was FC Twente aanwezig.

Abe Lenstra Stadion (sc Heerenveen) ·
De Adelaarshorst (Go Ahead Eagles) ·
AFAS Stadion (AZ) ·
Erve Asito (Heracles Almelo) ·
Euroborg (FC Groningen) ·
Stadion Feijenoord (Feyenoord) ·
Fortuna Sittard Stadion (Fortuna Sittard) ·
Stadion Galgenwaard (FC Utrecht) ·
De Goffert (N.E.C.) ·
De Grolsch Veste (FC Twente) ·
Johan Cruijff ArenA (Ajax) ·
Het Kasteel (Sparta Rotterdam) ·
Koning Willem II Stadion (Willem II) ·
MAC³PARK stadion (PEC Zwolle) ·
Mandemakers Stadion (RKC Waalwijk) ·
Philips Stadion (PSV) ·
Rat Verlegh Stadion (NAC Breda) ·
Yanmar Stadion (Almere City FC)
AFAS Trainingscomplex (Jong AZ) ·
Bingoal Stadion (ADO Den Haag) · 
Frans Heesen Stadion (TOP Oss) ·
GelreDome (Vitesse) ·
De Geusselt (MVV Maastricht) ·
GS Staalwerken Stadion (Helmond Sport) ·
De Herdgang (Jong PSV) ·
Jan Louwers Stadion (FC Eindhoven) ·
Covebo Stadion - De Koel - (VVV-Venlo) · 
Kooi Stadion (SC Cambuur)  · 
Kras Stadion (FC Volendam) ·
M-Scores Stadion (FC Dordrecht) ·
De Oude Meerdijk (FC Emmen) ·
Parkstad Limburg Stadion (Roda JC Kerkrade) ·
711 Stadion (Telstar) ·
De Toekomst (Jong Ajax) ·
Van Donge & De Roo Stadion (Excelsior)
De Vijverberg (De Graafschap) ·
De Vliert (FC Den Bosch) ·
Sportcomplex Zoudenbalch (Jong FC Utrecht) ·
AFAS Trainingscomplex (AZ Vrouwen) ·
Bingoal Stadion (ADO Den Haag Vrouwen) ·
Het Diekman (FC Twente Vrouwen) ·
Fortuna Sittard Stadion (Fortuna Sittard Vrouwen) ·
De Herdgang (PSV Vrouwen) ·
711 Stadion (Telstar Vrouwen) ·
Skoatterwâld (sc Heerenveen Vrouwen) ·
Sportpark Be Quick '28 (PEC Zwolle Vrouwen) ·
De Toekomst (Ajax Vrouwen) ·
Van Donge & De Roo Stadion (Excelsior Vrouwen) ·
Varkenoord (Feyenoord Vrouwen)
Zoudenbalch (FC Utrecht Vrouwen)
Alkmaarderhout (Alkmaar '54/AZ '67/AZ) ·
Amsterdamsestraatweg (Elinkwijk) ·
De Baandert (Sittardia/FSC/Fortuna Sittard) ·
Beatrixstraat (NAC) ·
De Berckt (SC Venlo'54/VVV) ·
Berg & Bos (AGOVV/AGOVV Apeldoorn) ·
Birkhoven (SC Amersfoort/HVC) ·
De Blauwe Kei (Baronie) ·
Bornsestraat (Heracles/SC Heracles '74) ·
De Boschpoort (MVV) ·
Botenlaan (Brabantia) ·
De Braak (Helmondia '55/Helmond Sport) ·
Brasserskade (DHC) ·
Breestraat (KFC/FC Zaanstreek) ·
Buiksloterbanne (De Volewijckers) ·
Cambuurstadion (SC Cambuur/Leeuwarden) ·
Damlaan (Hermes DVS) ·
Het Diekman (SC Enschede/FC Twente) ·
Duinhorst (Den Haag/Flamingo's '54) ·
Esserberg (Be Quick) ·
Fatimastraat (Baronie) ·
FC Twente-trainingscentrum (FC Twente Vrouwen) ·
Stadion Feijenoord (SVV) ·
Floreslaan (Fortuna Vlaardingen/FC Vlaardingen '74) ·
Frankelandsedijk (SVV) ·
Galgenwaard (DOS/Velox) ·
Gemeentelijk Sportpark Hilversum (SC 't Gooi/SC Gooiland/Hilversum) ·
Gemeentelijk Sportpark Tilburg (Willem II/NOAD) ·
Haarlemstadion (HFC Haarlem) ·
Harga (Hermes DVS/SVV) ·
Heekpark (SC Enschede/Enschedese Boys) ·
Heekstraat (Rigtersbleek) ·
Heerlenersteenweg (Juliana) ·
De Heikant (Achilles '29/Achilles '29 Vrouwen) ·
Het Heuveltje (Oldenzaal) ·
Hoornseveld (ZFC) ·
Houtrust (Holland Sport/SHS) ·
Houtsdonk (Helmond) ·
Industriestraat (NOAD) ·
Irislaan (VC Vlissingen/VCV Zeeland) ·
Jonkerbergstraat (Roda Sport) ·
Kaalheide (Rapid '54/Rapid JC/Roda JC/Roda JC Vrouwen) ·
Het Kasteel (Xerxes) ·
Kikkerpolder (UVS) ·
De Koeburg (Zeist) ·
Koning Willem II Stadion (Willem II Vrouwen) ·
Koningsweg (Velox) ·
De Koel (VVV-Venlo Vrouwen) ·
De Koog (FC Zaanstreek) ·
De Kraal (VVV/FC VVV) ·
Krommedijk (D.F.C./DS '79/SVV/Dordrecht '90) ·
J.H. Kruisstraat (Heerenveen/sc Heerenveen) ·
Laan van Vollering (DHC) ·
De Langeleegte (SC Veendam) ·
Leenderweg (De Valk) ·
Liesbosweg (Utrecht) ·
't Lood (AZ Vrouwen) ·
De Luiten (RBC) ·
Oosterenkstadion (Zwolsche Boys/PEC Zwolle) ·
Oosterpark (GVAV/Oosterparkers/FC Groningen) ·
Mauritsstadion (Fortuna '54/FSC) ·
De Meer (Ajax) ·
Mosveld (De Volewijckers) ·
Nieuw-Monnikenhuize (Vitesse) ·
Noordersportpark (EDO) ·
Olympia (RKC Waalwijk) ·
Olympisch Stadion (Blauw-Wit/Amsterdam/DWS/FC Amsterdam) ·
Olympisch Stadion (bijveld) (Blauw-Wit/DWS/FC Amsterdam) ·
De Planeet (SC Drente/Zwartemeer) ·
RBC-Stadion (RBC) ·
Reeweg (Emma) ·
Rolduckerstraat (Kerkrade/Roda Sport) ·
Rozenoord (DOSKO) ·
Sittardia-terrein (Sittardia) ·
Schoonenberg (Stormvogels/VSV/AZ Vrouwen/SC Telstar VVNH) ·
Spaarndammerdijk (DWS) ·
Straatweg (EBOH) ·
Aan de spoorbrug (LONGA) ·
Sportparklaan (RCH) ·
Stadspark (Velocitas) ·
Thomassen-terrein (Rheden) ·
Veemarktterrein (FC Utrecht) ·
Veldwijk (Twentse Profs/Tubantia) ·
Venweg (Limburgia) ·
De Vliert (BVV) ·
Volkspark (Enschedese Boys) ·
De Vrolijkheid (PEC Zwolle/Zwolsche Boys) ·
Wageningse Berg (Wageningen/FC Wageningen) ·
Walvisstraat (ONA) ·
Wassenaarseweg (UVS) ·
Westzanerdijk (ZFC) ·
De Wolfsdonken (Wilhelmina) ·
Xerxesweg (Xerxes) ·
Zuidendijk (EBOH) ·
Zuiderpark (ADO Den Haag)